# コーンフレーク

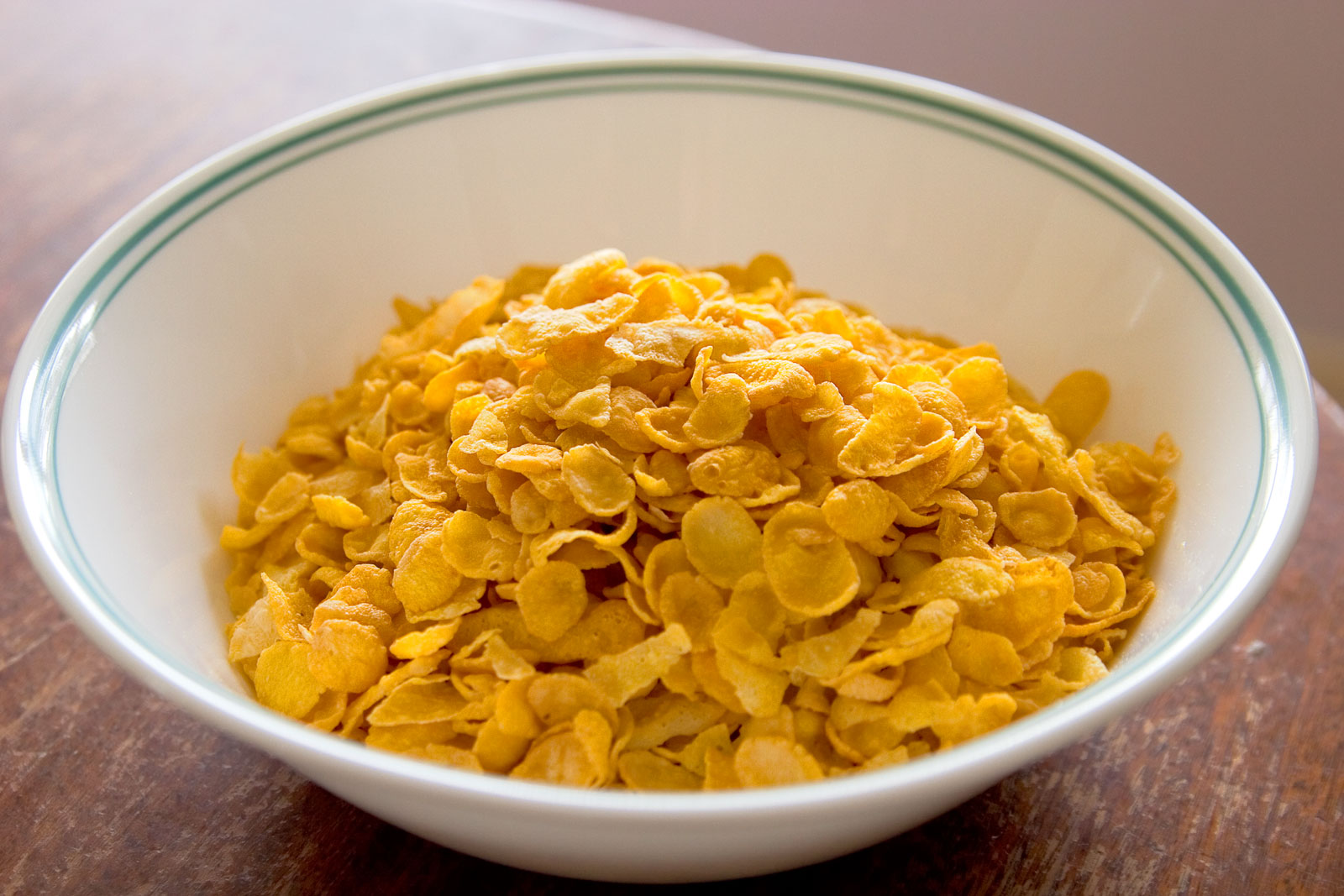
コーンフレーク。

コーンフレーク（英: corn flakes）は、水で練ったコーンミールを加熱してから圧搾し、長さ1cm程度の薄い破片に成型したシリアル食品である。基本的に複数なのでコーンフレークス（Corn flakes）とも言われる。
そのままでも、器に盛って牛乳や豆乳をかけてもすぐに食べることができるため、特に朝食用に普及している。製造時に砂糖、麦芽シロップ、異性化糖などで味付けされているものがほとんどである。
本来の食べ方の他、ケーキやパフェ、菓子類の副材料として用いられる事もあるほか、チョコレートをコーティングしたチョコフレークというスピンオフ商品もある。
1894年にアメリカ合衆国のジョン・ハーヴェイ・ケロッグ博士によって発明され健康食品として販売されるようになった。代表的なシリアル食品のひとつである。

## 歴史
19世紀の終わり、ミシガン州バトルクリークのバトルクリーク・サナトリウムを監督していたケロッグ博士は、セブンスデー・アドベンチスト教会の教義に合致した、厳格な菜食主義の病人食を弟のウィル・キース・ケロッグと作っていた。小麦粉を練ってローラーで引き延ばした薄いパン生地をベースとしていたが、トラブルでしばらく放置された結果、パン生地になるはずの小麦が乾燥。経済的な理由から生地をそのままローラーで引き延ばしたところ、フレーク状のものが出来たため、これを患者たちに与えたところ好評となった。これは1894年4月14日の出来事とされるが、兄弟は同年5月31日に「グラノース（granose）」という名称でこの食品の特許を登録した。
兄のジョンはこの後も研究を重ね、トウモロコシが原料として最適であることをつきとめた。ウィルはコーンフレーク製造を1906年2月19日に事業化したが、コーンフレークの口当たりをよくするために砂糖を添加するか否かで兄と仲違いし、兄弟は絶交した。兄のケロッグ博士は、砂糖の摂取が性欲を増大させ、健康を損なうと考えていたためである。ウィル・キース・ケロッグの起こした会社が現在のケロッグ社である。これによりアメリカの朝食の形態は大きく変化した。
兄弟がこのような食品を開発した背景として、両者が健康と心霊的な理由から菜食主義を推奨しているセブンスデー・アドベンチスト教会の信者で、働いていたサナトリウムも教会の療養所であったことが挙げられる。一方でジョンはマスターベーションの弊害を説いており、全粒食品であるコーンフレークには性欲を抑える効用があるとし、これを推奨した。19世紀の欧米は性病に対する恐怖感からこうした考えが支持された。
工業的大量生産化ののちほどなくして、ケロッグ社は供給不足の局面に陥った。当時最も著名だった広告句は「三十日間コーンフレークを食べないで下さい」という反語である。しかし需要緩和の願いも虚しく、コーンフレークの争奪戦が起こった。米国で成功した後、1915年頃にカナダに導入され、やや後に更にオーストラリアとイギリスの市場に投入された。これよりコーンフレークは欧州大陸に導入された。
日本では1929年に日本食品製造合資会社がコーンフレークの製造販売を始めた。
第二次世界大戦後は、1963年にはケロッグ社の日本法人として設立された日本ケロッグが「ケロッグ・コーンフレーク」などを、シスコ製菓（現在の日清シスコ）が「シスコーン」を発売。急速に普及した。

## 映画
- ケロッグ博士 (映画) - 1994年、アメリカ作品